# Processo RuSHA

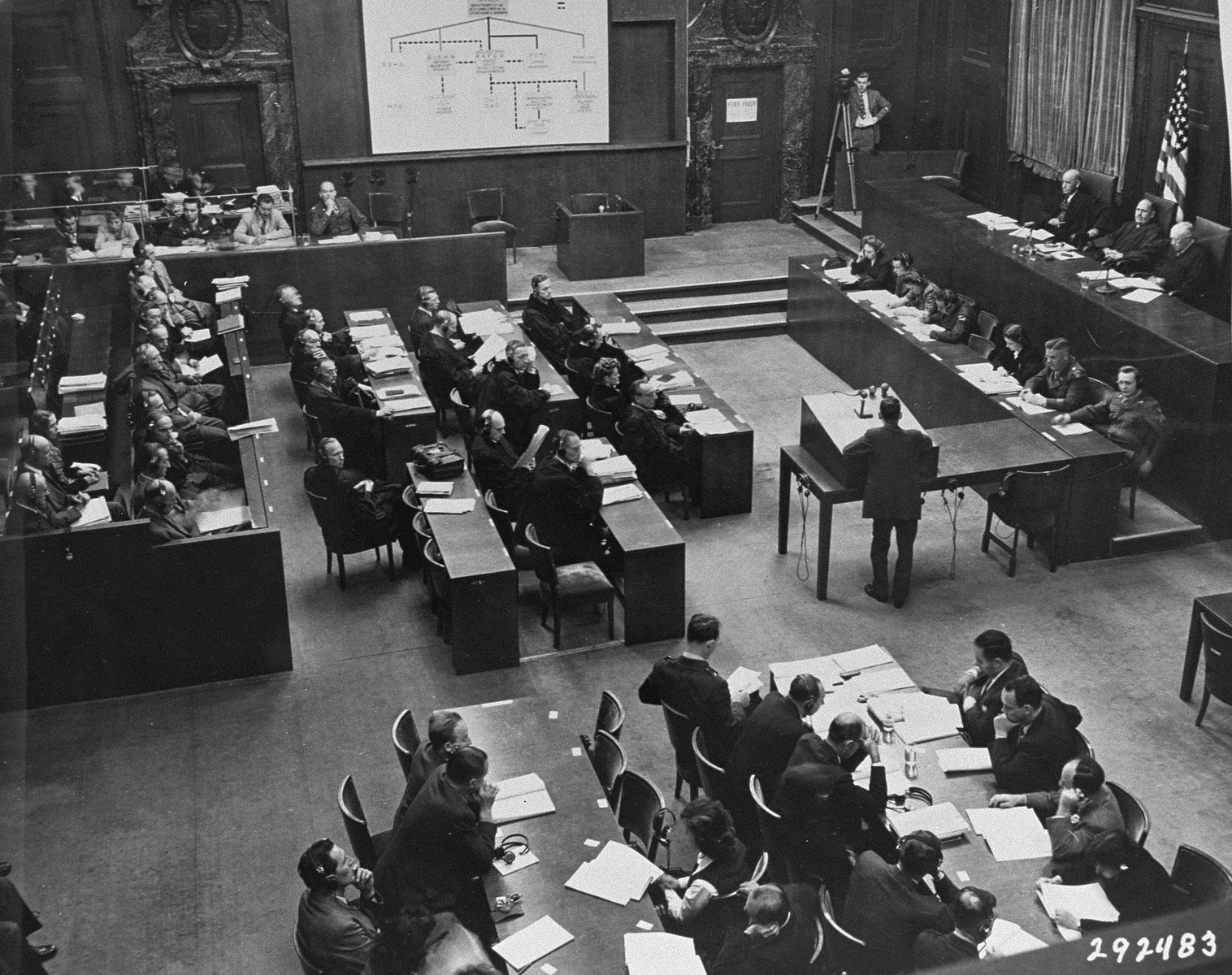
Apertura del processo RuSHA, il 20 ottobre 1947

Il processo RuSHA contro le politiche razziali delle SS (ufficialmente, Stati Uniti d'America contro Ulrich Greifelt, et al) è stato l'ottavo dei dodici processi tenuti a Norimberga dalle autorità statunitensi per i crimini di guerra nazisti dopo la fine della seconda guerra mondiale. Questi dodici processi si sono svolti tutti davanti ai tribunali militari statunitensi nella loro zona di occupazione in Germania, non davanti al Tribunale Militare Internazionale, sebbene si siano svolti nelle stesse stanze del Palazzo di Giustizia. I dodici processi statunitensi sono noti collettivamente come "Successivi processi di Norimberga" o, più formalmente, come i "Processi ai criminali di guerra davanti ai tribunali militari di Norimberga" (NMT).
Nel processo RuSHA, i 14 imputati erano tutti funzionari di varie organizzazioni delle SS responsabili dell'attuazione del programma nazista di "razza pura": tra cui RuSHA (Rasse- und Siedlungshauptamt); l'ufficio del Commissario del Reich per il consolidamento della nazionalità tedesca (Reichskommissar für die Festigung des deutschen Volkstums, RKFDV; incarico ricoperto da Heinrich Himmler); l'Ufficio di rimpatrio per i tedeschi etnici (Volksdeutsche Mittelstelle, VoMi); e la società Lebensborn. Le accuse erano incentrate sulla pulizia razziale e sulle attività di reinsediamento.
I giudici in questo caso, ascoltati davanti al Tribunale Militare I, erano Lee B. Wyatt (giudice presidente), Associate Justice della Corte Suprema della Georgia; Daniel T. O'Connell della Corte del Massachusetts Superiore, e Johnson T. Crawford dall'Oklahoma. Il capo dell'avvocato dell'accusa era Telford Taylor. L'atto d'accusa fu notificato il 7 luglio 1947; il processo durò dal 20 ottobre 1947 al 10 marzo 1948.

## Accusa
Tre i capi d'accusa:
1. Crimini contro l'umanità a favore di programmi di "purezza razziale" tramite il rapimento dei bambini, incoraggiando o costringendo le donne incinte " non ariane " ad abortire, fornendo servizi di aborto e rimuovendo i casi di aborto dalla giurisdizione dei tribunali polacchi; saccheggio, deportazione di popolazioni dalle loro terre native nei paesi occupati e reinsediamento dei cosiddetti "tedeschi etnici" (Volksdeutsche) su tali terre, invio di persone che avevano avuto rapporti sessuali "interrazziali" nei campi di concentramento e partecipazione generale alla persecuzione ebrei.
2. Crimini di guerra per le stesse ragioni.
3. Appartenenza ad un'organizzazione criminale, la SS.

Tutti gli imputati sono stati incriminati per i capi 1 e 2. Inge Viermetz è stato escluso dal capo d'accusa 3. Tutti gli imputati si sono dichiarati "non colpevoli".

## Imputati
| Nome                 | Incarico                                                                                         | Accuse | Accuse | Accuse | Sentenza                                                                            |
|                      |                                                                                                  | 1      | 2      | 3      |                                                                                     |
| -------------------- | ------------------------------------------------------------------------------------------------ | ------ | ------ | ------ | ----------------------------------------------------------------------------------- |
| Ulrich Greifelt      | Capo del RKFDV                                                                                   | C      | C      | C      | Ergastolo; morto nel 1949                                                           |
| Otto Hofmann         | Capo del RuSHA fino al 20 aprile 1943, in seguito capo delle SS nella Germania sudoccidentale    | C      | C      | C      | 25 anni di reclusione; rilasciato nel 1954, morto nel 1982                          |
| Richard Hildebrandt  | Successore di Hofmann come capo del RuSHA                                                        | C      | C      | C      | 25 anni di reclusione; consegnato alle autorità polacche e giustiziato nel 1952     |
| Werner Lorenz        | Capo del VoMi                                                                                    | C      | C      | C      | 20 anni di reclusione; rilasciato nel 1955, morto nel 1974                          |
| Rudolf Creutz        | Vice di Greifelt                                                                                 | C      | C      | C      | 15 anni di reclusione; rilasciato nel 1955, morto nel 1980                          |
| Herbert Hübner       | Capo dell'ufficio di Poznań di RKFDV e rappresentante di RuSHA nella Polonia occidentale         | C      | C      | C      | 15 anni di reclusione; rilasciato nel 1951                                          |
| Heinz Brückner       | Capo ufficio del VoMi                                                                            | C      | C      | C      | 15 anni di reclusione; rilasciato nel 1951                                          |
| Fritz Schwalm        | Capo di gabinetto del RuSHA e capo dell'"Ufficio immigrazione" (Einwandererzentrale, EWZ) a Łódź | C      | C      | C      | 10 anni di reclusione; rilasciato nel 1951                                          |
| Konrad Meyer-Hetling | Capo ufficio di RKFDV                                                                            | X      | X      | C      | Pena già scontata (dal 27 maggio 1945); rilasciato dopo la sentenza; morto nel 1973 |
| Otto Schwarzenberger | Capo ufficio di RKFDV                                                                            | X      | X      | C      | Pena già scontata (dal 2 maggio 1945); rilasciato dopo la sentenza;                 |
| Max Sollmann         | Capo della società Lebensborn                                                                    | X      | X      | C      | Pena già scontata (dal 6 luglio 1945); rilasciato dopo la sentenza                  |
| Gregor Ebner         | Capo del Dipartimento della Salute di Lebensborn                                                 | X      | X      | C      | Pena già scontata (dal 5 luglio 1945); rilasciato dopo la sentenza; morto nel 1974  |
| Günther Tesch        | Capo del Dipartimento Legale di Lebensborn                                                       | X      | X      | C      | Pena già scontata (dal 13 maggio 1945); rilasciato dopo la sentenza                 |
| Inge Viermetz        | Vice di Sollmann                                                                                 | X      | X      |        | Assolto                                                                             |

X: Incriminato - C: Incriminato e dichiarato colpevole
I quattro membri del Lebensborn non sono stati giudicati colpevoli sui capi d'accusa 1 e 2. Il tribunale ha ritenuto la società Lebensborn non responsabile del rapimento di bambini, che è stato effettuato da altri.
Greifelt morì nella prigione di Landsberg il 6 febbraio 1949.
Hildebrandt fu consegnato alle autorità polacche, fu nuovamente processato per crimini di guerra in Polonia e condannato a morte per impiccaggione, fu giustiziato il 10 marzo 1952.
Hübner, Brückner e Schwalm furono rilasciati nel 1951. Sempre in quell'anno le condanne di Hofmann e Lorenz furono ridotte a 15 anni e quella di Creutz a 10 anni. Hofmann è stato rilasciato nel 1954.